# Igman
Igman je pohoří v centrální části Bosny a Hercegoviny, jedno z dílčích pásem Dinárských hor. Nachází se přímo na jihozápadě Sarajeva, nad městskou částí Ilidža, v sousedství pohoří Bjelašnica. Nejvyšší vrchol celého pohoří je Crni vrh (1502 m), což je ze všech pohoří v okolí hlavního města nejméně. V pohoří Igman byla také naměřena nejnižší teplota v celé zemi, −43 °C. Když je příjemné počasí, je možné z nejvyššího z vrcholů vidět až do Černé Hory i k Jaderskému moři.

## Turismus
Igman je populární destinací pro zimní sporty, ale rovněž i pro letní turistiku. V období 14. zimních olympijských her v roce 1984 byla zdejší sportovní zařízení využívána právě pro hry, spolu s těmi na horách Jahorina a Bjelašnica; právě na těchto třech pohořích se velká část soutěží konala.
Z této doby (polovina 80. let) také pochází velká část zdejších sportovních zařízení a dalších důležitých budov. Mnoho z nich utrpělo těžké škody během války v 90. letech 20. století. V současné době se plánuje vybudovat sem novou lanovou dráhu, která by začínala na okraji Ilidžy, přilákala více turistů a zajistila kvalitnější služby.